# Nicejské hrabství
Nicejské hrabství neboli Hrabství Nice (francouzsky Comté de Nice, provensálsky Contèa de Niça, italsky Contea di Nizza či Paese Nizzardo, okcitánsky Contèa de Niça či País Niçard) je zaniklý státní útvar v oblasti Provence (Provensálska), dnes historický region na území jižní Francie. Jeho centrem bylo město Nice. Území hrabství se rozkládalo zejména jihovýchodně od města a zhruba odpovídá současnému francouzskému Arrondissementu Nice náležící v departementu Alpes-Maritimes.

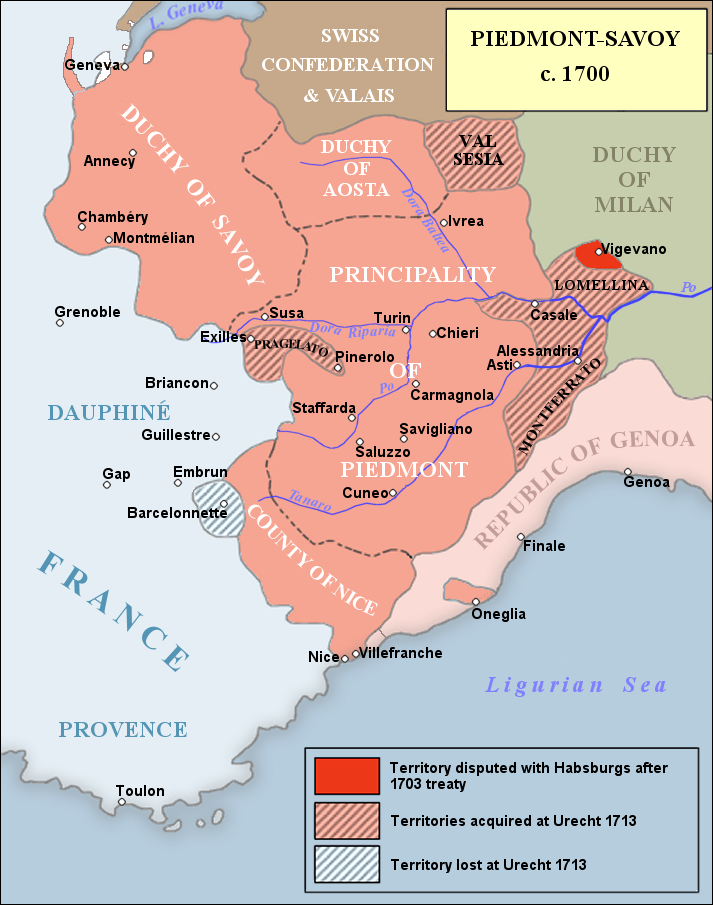
Státy savojských vévodů na počátku 18. století

Nicejské hrabství vzniklo roku 1388, když město Nice i s okolím zdědili vévodové Savojští a stalo se součástí jejich savojského panství, zatím co původní Provensálsko získal roku 1481 francouzský král Ludvík XI., v roce 1487 jej pak zahrnul do královské domény.